# Kommunalwahlen im Saarland 1968
Die Kommunalwahlen im Saarland am 1968 fanden am 20. Oktober 1968 statt. Gewählt wurden die Gemeinde- und Kreisräte. Am gleichen Tag fanden auch die Kommunalwahlen in Hessen 1968 statt. 

## Wahlergebnisse
Die Wahl ergab folgende Ergebnisse:
| Wahl              | Wahlberechtigte | Abgegebene Stimmen | Wahlbeteiligung | Gültige Stimmen |
| ----------------- | --------------- | ------------------ | --------------- | --------------- |
| Gemeindewahl 1968 | 741.441         | 606.896            | 81,9 %          | 584.091         |
| Gemeindewahl 1964 | 741.175         | 606.746            | 81,9 %          | 582.480         |
| Kreiswahl 1968    | 743.998         | 608.223            | 81,8 %          | 586.411         |
| Kreiswahl 1964    | 743.695         | 608.069            | 81,8 %          | 581.756         |

Die Stimmen verteilten sich wie folgt auf die Parteien:
| Wahl              | CDU              | SPD              | FDP            | SVP            | NPD            | Wählergruppen  | Sonstige       |
| ----------------- | ---------------- | ---------------- | -------------- | -------------- | -------------- | -------------- | -------------- |
| Gemeindewahl 1968 | 219.614 (37,6 %) | 213.281 (36,5 %) | 51.558 (8,8 %) | 8.195 (1,4 %)  | 9.721 (1,7 %)  | 57.777 (9,9 %) | 23.945 (1,1 %) |
| Gemeindewahl 1964 | 205.811 (35,3 %) | 214.958 (36,9 %) | 51.580 (8,9 %) | 31.234 (5,4 %) | ./.            | 53.749 (9,2 %) | 25.148 (4,3 %) |
| Kreiswahl 1968    | 233.310 (39,8 %) | 219.184 (37,4 %) | 49.857 (8,5 %) | 13.366 (2,3 %) | 30.723 (5,2 %) | 24.692 (4,2 %) | 15.279 (2,6 %) |
| Kreiswahl 1964    | 217.627 (37,4 %) | 232.131 (39,9 %) | 52.546 (9,0 %) | 42.014 (7,2 %) | ./.            | 20.869 (3,6 %) | 16.569 (2,9 %) |